# جامعة كاليفورنيا (سانتا كروز)

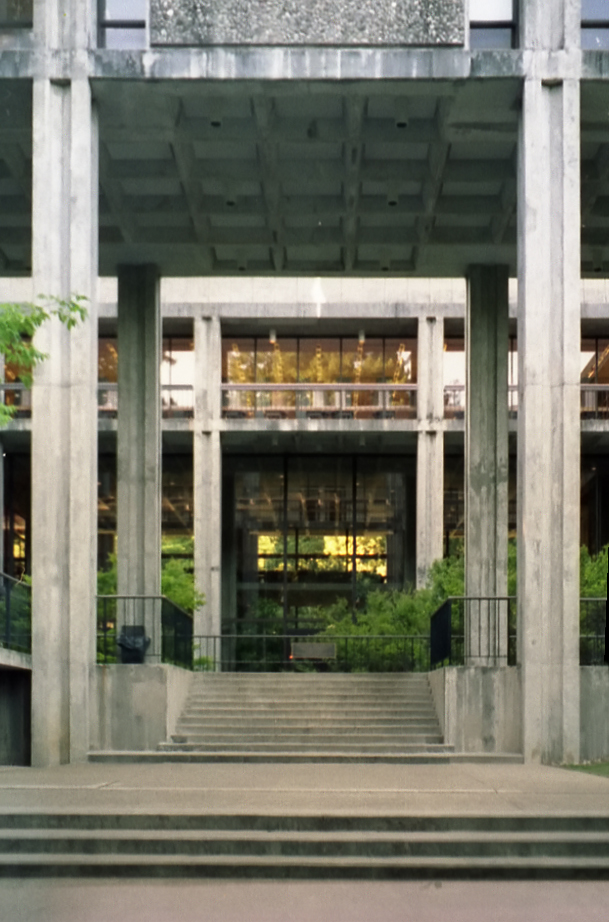
مكتبة ماك هنري بجامعة كاليفورنيا في سانتا كروز

جامعة كاليفورنيا في سانتا كروز (بالإنجليزية: University of California, Santa Cruz، وتعرف اختصارًا باسم UC Santa Cruz أو UCSC) هي جامعة أمريكية عامة تأسست سنة 1965، وتمثل واحدة من الفروع العشرة التي تتألف منها منظومة جامعة كاليفورنيا. تقع على أطراف مدينة سانتا كروز الساحلية على بعد 80 ميلاً (130 كيلومترًا) جنوب سان فرانسيسكو. تعد جامعة كاليفورنيا بسانتا كروز من أهم جامعات العالم حيث تم تصنيفها مؤخرا ضمن أفضل ثلاثين جامعة بالعالم، حيث احتلت الترتيب 27 عالميًا.

## البرامج الدراسية
جامعة كاليفورنيا بسانتا كروز تقدم العديد من البرامج الدراسية. أهم تخصصات الجامعة هي الفيزياء وعلوم الفضاء حيث تحتل المرتبة الرابعة عالميا بعلوم الفضاء. أيضا موقع الجامعة الجغرافي ساعدها جدا بالتفوق بتخصصات الحاسب الآلي حيث تقع الجامعة بالقرب من وادي السيليكون.

## وصلات خارجية
- الموقع الرسمي للجامعة